# مونيكا ماير
مونيكا ماير (بالألمانية: Monika Meyer)‏ (23 يونيو 1972 ببرلين في ألمانيا - ) هي مهندسة معمارية ولاعبة كرة قدم ألمانية في مركز الهجوم. لعبت مع Sportfreunde Siegen ‏.

## وصلات خارجية
- مونيكا ماير على موقع الاتحاد الدولي (مؤرشف)  (الإنجليزية)
- مونيكا ماير على موقع قاعدة بيانات كرة القدم.إي يو (الإنجليزية)
- مونيكا ماير على موقع عالم كرة القدم.نت (الإنجليزية)